# Marc Gual i Rosell
Marc Gual i Rosell (Sant Sadurní d'Anoia, 13 de desembre de 1980) és un jugador d'hoquei sobre patins català, que ha desenvolupat la seva carrera entre el Reus Deportiu, el HC Liceo, i el FC Barcelona, on es va retirar el 2019.
Va ser internacional per la selecció catalana i espanyola. La temporada 2010-2011 fou escollit, juntament amb Guillem Trabal, com a millor jugador de la lliga espanyola.
Es va retirar el 2019, a 38 anys, amb un palmarès de més de 40 títols, entre els quals tres Copes d'Europa amb el Barça i una amb el Reus Deportiu, una Copa de la CERS amb el Liceo, cinc mundials i quatre eurocopes amb la selecció espanyola i una Copa Amèrica amb la selecció catalana. Gual va anunciar que continuaria vinculat al FC Barcelona, a partir del setembre de 2019, com a delegat del primer equip d'hoquei patins.
L'estiu de 2021 va anunciar tornava a competir fitxant pel Forte dei Marmi, adoptant, mesos més tard, també les funcions d'entrenador.

## Palmarès

### Reus Deportiu
- 1 Copa d'Europa (2008/09)
- 1 Copa de la CERS (2003/04)
- 1 Supercopa espanyola (2005/06)
- 1 OK Lliga / Lliga espanyola (2010/11)
- 1 Copa del Rei / Copa espanyola (2006)

### HC Liceo
- 1 Copa CERS (2009/10)

### FC Barcelona
- 6 Supercopa espanyola (2010/11, 2011/12, 2012/13, 2013/14, 2014/15, 2017/18)
- 3 Copes d'Europa (2013/14, 2014/15, 2017/18)[7]
- 7 OK Lligues / Lligues espanyoles (2011/12, 2013/14, 2014/15, 2015/16, 2016/17, 2017/18, 2018/19)
- 5 Copa estatal (2012, 2016, 2017, 2018, 2019)
- 2 Copes Continentals (2015, 2018)
- 2 Copa Intercontinental (2014/15, 2018/2019)

### Selecció catalana
- 1 Golden Cup (2010)
- 1 Copa Amèrica (2010)

### Selecció espanyola
- 5 Campionats del Món "A" (2005, 2007, 2009, 2011, 2013)
- 4 Campionats d'Europa (2006, 2008, 2010, 2012)